# Quartetto per archi n. 2 (Beethoven)
Il Quartetto per archi n.2 in Sol maggiore, op.18, noto anche come Quartetto dei complimenti, è una composizione di Ludwig van Beethoven scritta tra il 1798 e il 1800 e pubblicata nel 1801.

## Storia
Il brano fu composto nel 1799. Cronologicamente, nel complesso dei sei quartetti che costituiscono l'op.18, fu composto per terzo; il numero "2" che lo contraddistingue deriva dall'ordine in cui furono stampati i quartetti. L'ordine esatto in cui furono composti i sei quartetti non è del tutto certo, dato che gli originali autografi sono andati perduti, tuttavia si può dedurre dai quaderni di appunti.
Il quartetto è noto anche come Quartetto dei complimenti per il suo stile galante e garbato.
Dopo il completamento della prima stesura dei sei quartetti, nel 1800 il brano fu riveduto da Beethoven e fu infine pubblicato nel 1801.

## Movimenti
Il quartetto è composto da quattro movimenti:
1. Allegro (Sol maggiore)
2. Adagio cantabile (Do maggiore)
3. Scherzo. Allegro  (Sol maggiore)
4. Allegro molto quasi presto (Sol maggiore)

### I Allegro
Il primo movimento Allegro è composto in tonalità di Sol maggiore con misura in 2/4 e secondo la forma-sonata. Il movimento inizia con un tema giocoso in quattro parti, accompagnato da un tema secondario in re maggiore. La melodia dei violini è una combinazione di frasi liriche con un accompagnamento leggero e di frammenti brillanti e ludici. Nel modo in cui Beethoven costruisce e riprende il tema melodico iniziale è chiaramente percepibile l’influenza di Haydn, a cui però Beethoven aggiunge la sua invenzione musicale originale. L'esposizione termina bruscamente con un climax drammatico e un epilogo tranquillo del tema principale, anche questo chiaro segno dell'influenza di Haydn. Nella parte di sviluppo, un altro influsso di Haydn è la dinamica inusuale, con una ricapitolazione in cui i violini e il violoncello sembrano discutere sul corretto inizio; a differenza di Haydn, però, Beethoven lascia questo punto in sospeso, che fa sì che sviluppo e ripetizione si mescolino in maniera organica.

### II Adagio cantabile
Il secondo movimento Adagio cantabile è composto in tonalità di Do maggiore con misura in 3/4. Il movimento si apre con una cavatina di violino in Re maggiore dolce e soave ma al tempo stesso formale e in stile da corte. Quattro semicrome introducono l'insolita sezione centrale, indicata nello spartito come Allegro, che irrompe all'improvviso e termina molto presto con lo stesso tempo di Adagio con cui era iniziata. Nella prima stesura, Beethoven aveva composto la sezione centrale nel modo minore senza cambiare il tempo ma nella revisione della partitura optò alla fine per l'Allegro. Segue la ripetizione del tema iniziale, eseguito però dal violoncello, sviluppando così una interazione molto espressiva tra violino e violoncello.

### III Scherzo. Allegro
Il terzo movimento Scherzo. Allegro ritorna alla tonalità iniziale in Sol maggiore con misura in 3/4. Lo Scherzo è leggero e allegro, ma privo delle sorprese musicali tipiche di Beethoven che donano un'impronta umoristica o scanzonata, lasciando dominare il carattere molto cortese, senza però adeguarsi allo schema del minuetto, e riprende la melodia iniziale del secondo movimento.

### IV Allegro molto quasi presto
Il quarto movimento Allegro molto quasi presto rimane anch'esso alla tonalità generale in Sol maggiore ma la misura cambia in 2/4. Pur rispondendo alla forma-sonata, ha carattere di rondò per la frequente ripetizione del tema principale. Il movimento inizia con una melodia al violoncello, accompagnata da un tema secondario sincopato che si rifà al tema secondario del primo movimento. Si ripete varie volte a cui ogni volta risponde un tutti. Dopo una sezione di sviluppo in Mi bemolle maggiore, il movimento si conclude in modo esuberante con una vivace cadenza in fortissimo. Il movimento è meno sorprendente sia dal punto di vista tematico che da quello armonico, dato che le tonalità sono accostate senza transizione.

## Accoglienza
Dopo la pubblicazione dell'intera op.18, il compositore Jan Emanuel Doležálek dichiarò che gli erano piaciuti solo i quartetti no.2 e no.4, al che, secondo il biografo Alexander Wheelock Thayer, Beethoven replicò:
(Ludwig van Beethoven)
Il musicologo statunitense Joseph Kerman ha definito il quartetto come "incredibile" per il suo riferimento musicale a Haydn: "L'arguzia è un gioco pericoloso - è il gioco di Haydn, non quello di Beethoven. Non si può fare molto affidamento sul suo senso dell'umorismo in questo periodo della sua vita".